# Cimabue
Giovanni Cimabue (n. 1240, Florența, Republica Florentină – d. 1302, Pisa, Republica Pisa) a fost un pictor italian. 
Este cunoscut în jurul anului 1272. Dante l-a citat ca fiind cel mai important pictor al generației anterioare lui Giotto, contemporan cu poetul Guido Guinizelli. După Ghiberti și cartea lui Antonio Billi a fost maestru și cel care a descoperit pe Giotto. Vasari l-a indicat ca fiind primul pictor ce se îndepărtă de stilul grec, regăsind principiile desenului verosimil "alla latina".
Studii recente au demonstrat cum în realitate reînnoirea operată de Cimabue nu a fost absolut izolată în contextul european, întrucât însăși pictura bizantină evolua către un dialog mai bun cu observatorul și către o mai bună evidențiere a volumelor. De exemplu în frescele Mănăstirii Sopocani, datate 1265, se observă figuri fără contur unde nuanțele foarte fine evidențiază rotunjimea volumetrică.

## Galerie de imagini

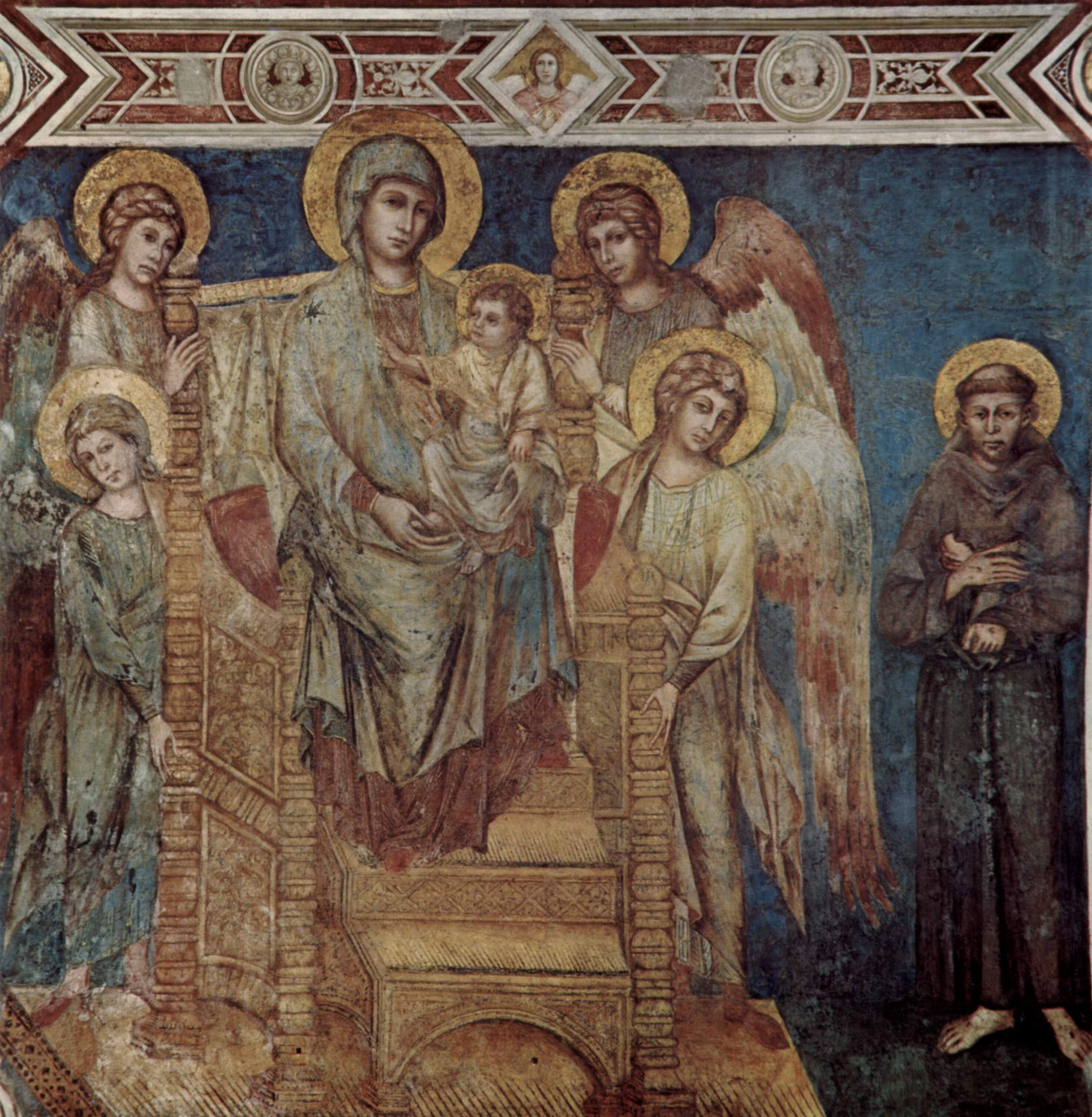
Maestà di Assisi, 1278, Bazilica Sfântul Francisc din Assisi, Assisi
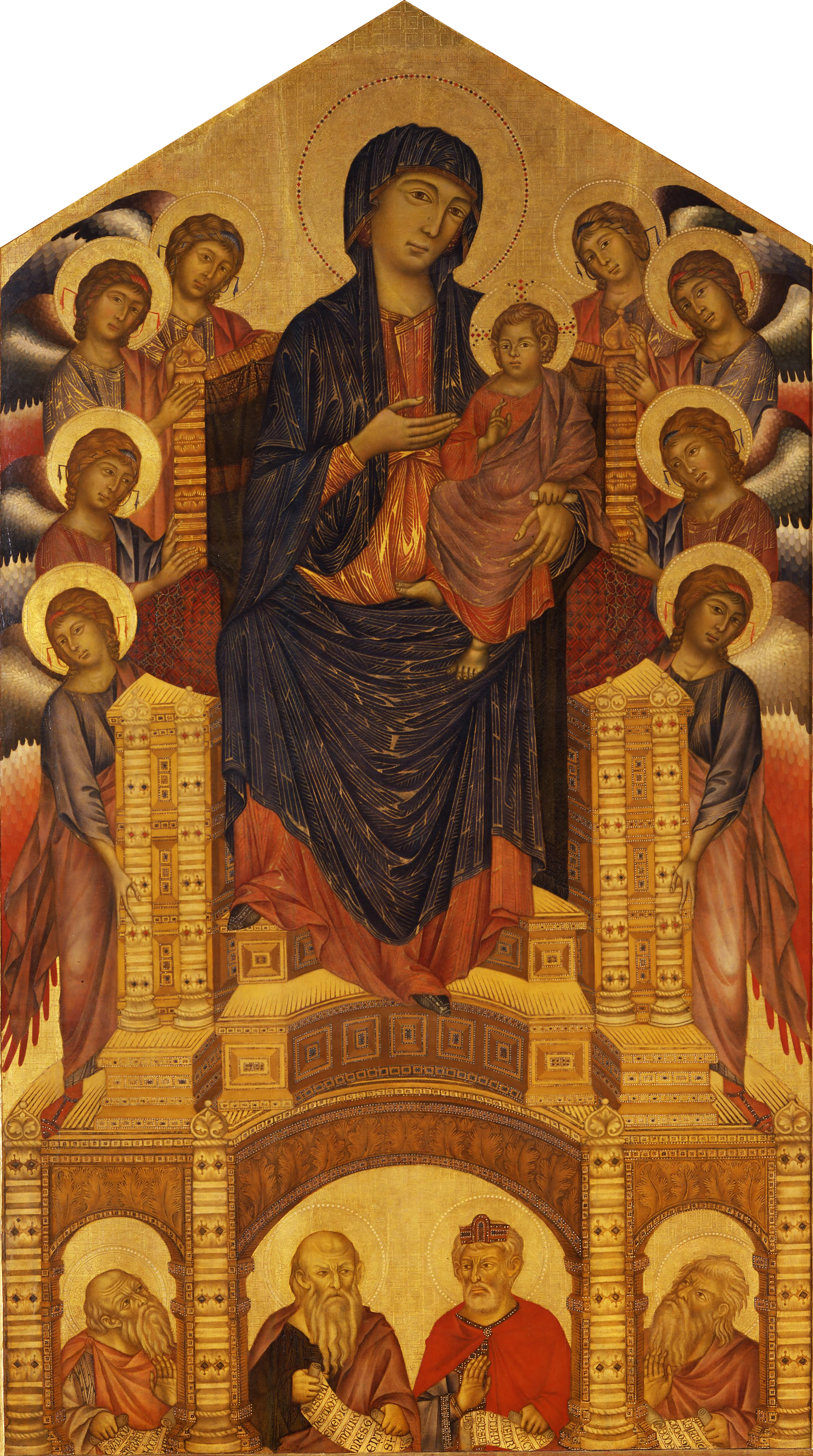
Maestà di Santa Trinita, 1280-1290, Galeria Uffizi, Florența